# 裏表ラバーズ
「裏表ラバーズ」（うらおもて - ）は、音声合成ソフト・初音ミク歌唱のVOCALOID楽曲。ボカロP・wowakaによって2009年8月30日に発表された、VOCALOID黎明期の代表曲とされる。

## 概要
2009年8月30日にニコニコ動画、2017年9月5日にYouTubeにて公開された。本楽曲の作詞・作曲を手掛けたwowakaの第6作品目となる。「恋愛に振り回される少女の心情」が「独特の言葉づかい」で歌われており、自身のブログにて、「ねじれにねじれた愛の歌のつもりです、たぶん。とにかくまくし立てるうたです。騒がしい。」と述べた。
2019年4月、wowakaの訃報に伴い、本楽曲がTwitterにおけるトレンド入りとなったほか、ニコニコ動画における再生数が1000万回を超えたことで「VOCALOID神話入り」のタグが付与されている。2023年4月のニコニコ VOCALOID SONGS TOP20（Billboard JAPAN）で5位に初登場すると、wowakaの命月であることから代表作となる本楽曲が再注目されたと考えられた。
動画には白とグレーを基調とした静止画像と歌詞が表示され、「『ラブという得体の知れないもの』に直面して混乱する心と身体について」、切迫感が募るほど息継ぎなく高速で歌われている。それまで余り描かれていなかった「恋愛や性にひかれつつ、気持ち悪くも感じる」感情を表現しており、「アンチ・ラブソングの代表格」と評された。
再生回数は、ニコニコ動画・YouTubeを併せて計3千万回を超える（2025年1月時点）。

## 収録

### 単独アルバム
- 1stミニアルバム「the monochrome disc」
- 1stフルアルバム『アンハッピーリフレイン』

### コンピレーションアルバム
- VOCALOIDコンピレーションアルバム『EXIT TUNES PRESENTS Vocalolegend feat. 初音ミク』（2010年）に収録[1]

### ライブアルバム
- 『MIKUNOPOLIS in LOS ANGELES "はじめまして、初音ミクです"』（2011年）に収録[7]。